# Singel 6 (Bussum)
Singel 6 in Bussum, is een woning, gebouwd in 1905 in opdracht van de heer Francois Bouvy (1872-1930) en is een Gemeentelijk monument.

## Geschiedenis
Waar nu de villa met het huisnummer 6 gebouwd is in Bussum, was in eerste instantie in 1872 de oude algemene begraafplaats gevestigd. Maar die werd verplaatst naar de locatie aan de Nieuwe Hilversumseweg 70, waar de huidige Algemene begraafplaats van Bussum  is gelegen. Daardoor kwam er grond vrij voor uitbreiding van woningen. 
Vanwege de gezondheid van zijn vrouw kocht de eigenaar Francois Bouvy van een zoutziederij in Muiden, geheten Bouvy Zout, eind 19de eeuw, een groot stuk grond van circa 4 hectare gelegen aan de oostkant van de net nieuw aangelegde Oosterspoorweg. De zuidkant van dit terrein grensde aan de toen nog onbebouwde Bussumereng, waar nu de woonwijk Bussum-Zuid gelegen is.
Op deze plek gaf hij opdracht aan de architecten Jan Stuyt en Jos Cuypers een villa te ontwerpen met daaromheen een tuin met een groot stuk bosperceel, later genoemd in de volksmond het Bos van Bouvy. Op 12 augustus 1903 vond de eerste steenlegging plaats.

## Bouw
De vrijstaande villa is opgetrokken uit gele IJsselsteen op een plint van rode baksteen. De geveltoppen zijn opgebouwd uit vakwerk in groen geschilderd hout met daar tussenin wit stucwerk. Het huis zelf heeft vrijwel een rechthoekige plattegrond, waar later in 1914 een aanbouw achter aan toegevoegd is, voor een biljartkamer, serre en een bergruimte.
Naast het huis gelegen aan de singel was een prieel gelegen.

### Bouwstijl
De architectuur van het huis is deels gebaseerd op de Cottagestijl, die rond 1900 populair was. De opdrachtgever die van katholieke huize was, was persoonlijk bevriend met de architect Stuyt.
Het interieur bevat fraaie stijlkenmerken, zoals monumentale deurbekroningen, een geometrisch aangelegde houten parketvloer en gedetailleerde schouwen.

## Bewoners
De eerste bewoners van het huis waren de heer Francois Bouvy en zijn vrouw Eulalie Thijssen. Nadat zij trouwden in 1901, verhuisden ze uit hun woning aan de Keizersgracht in Amsterdam, naar de nieuw gebouwde woning in Bussum. Hun eerste kind geheten Henri overleed slechts twee dagen na de eerste steenlegging. Daarna werden nog twee zonen geboren, Frans in 1904 en Désiré in 1915.
Frans zou na het overlijden van zijn vader het familiebedrijf voortzetten. Desiree die kunstgeschiedenis ging studeren nam na het overlijden van zijn moeder de woning over. In 2006 overleed de vrouw van Désiré, Digna waarmee een einde kwam een meer dan een eeuw bewoning door de familie Bouvy. In 2016 werd het huis verkocht.
De nieuwe bewoners hebben het pand in de loop van de jaren opgeknapt, en daarbij rekening gehouden om zoveel mogelijk de oorspronkelijke details te behouden en te herstellen.

## Verkoop grond

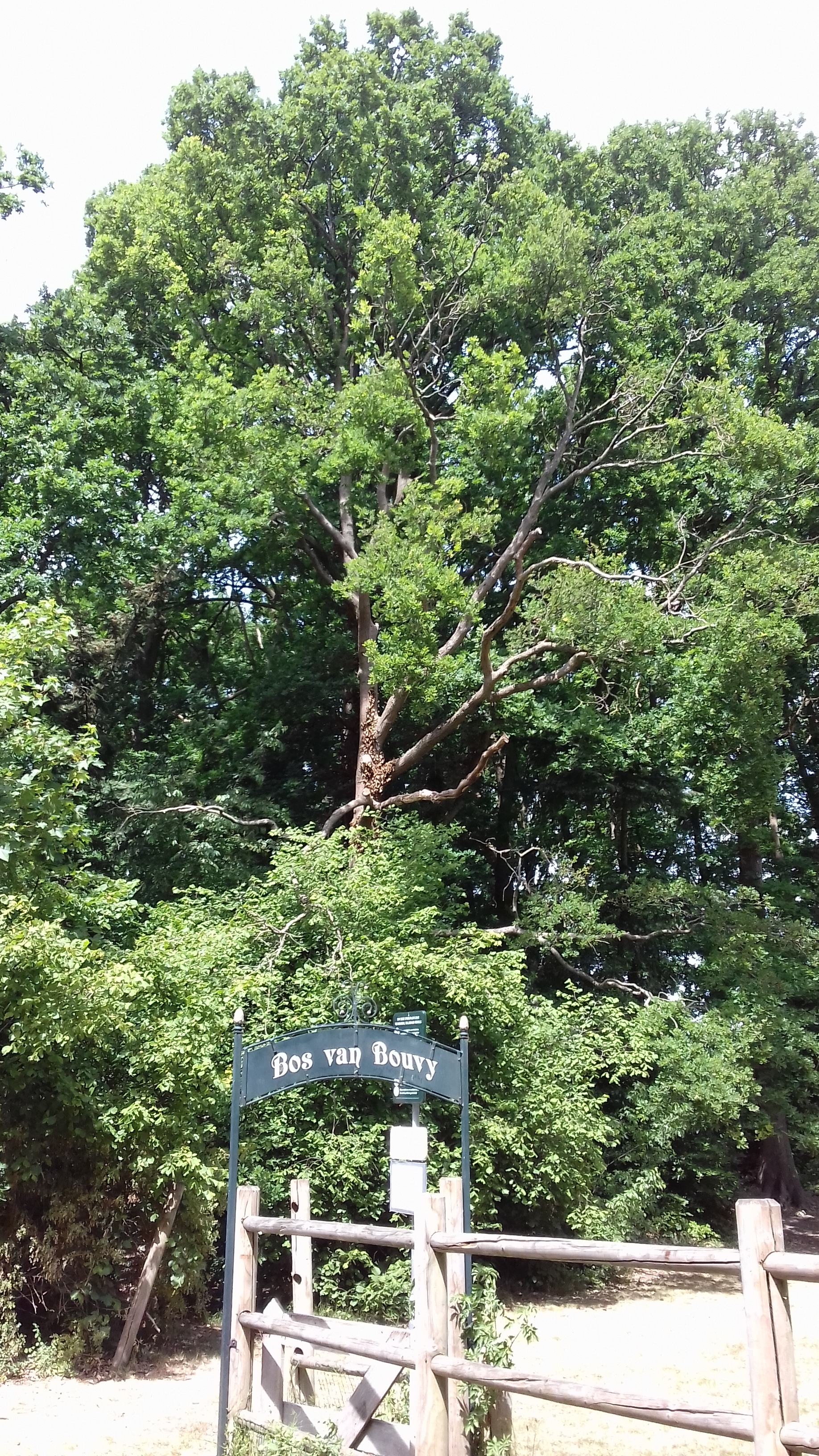
Het restant van het Bos van Bouvy

Al in 1914 werd ten behoeve van een project voor woningbouw, de rooms-katholieke woningbouwvereniging Sint Joseph, 65 woningen gebouwd. De grond aan de Laarderweg was tegen een aantrekkelijke prijs door Francois Bouvy verkocht.
In de begin jaren zestig werd er door de gemeente Bussum een wetswijziging doorgevoerd, waardoor het bestemmingsplan wijzigde en een groot deel van het toen bestaande bos aangemerkt werd als bouwgrond. Nadien werd in 1963 een groot stuk grond aangekocht, om een viertal flats, een bejaardenhuis en woningwetwoningen te bouwen achter de woning aan de Singel 6.
Wat resteerde was nog steeds een groot stuk tuin met daarnaast een vrij stuk grond met een bosgedeelte. Na de dood van Digna Bouvy in 2006 werd het resterende terrein opgedeeld in aantal kavels, waar nadien een villa naast singel 6 en daarachter 4 vrijstaande huizen zijn gebouwd.

## Trivia
Désiré Bouvy, die gepromoveerd was op Noord-Nederlandse Bouwkunst werd uiteindelijk de eerste directeur van het in 1979 opgerichte Museum Catharijneconvent in Utrecht.